# L'attesa (Bungaro)
L'attesa è un album del cantautore italiano Bungaro, pubblicato dall'etichetta discografica Aliante nel 2004.
Il disco, prodotto da Gianluca Di Furia, contiene il brano Guardastelle, con cui l'artista ha partecipato al Festival di Sanremo di quell'anno.
Fare e disfare è una versione rivisitata nell'arrangiamento ed in alcune parti del testo di Lividi e fiori, presentato all'edizione precedente della stessa manifestazione da Patrizia Laquidara.
Tutti i brani dell'album sono arrangiati e diretti da Aidan Zammit.

## Tracce
1. Occhi belli – 3:52
2. L'infedele – 4:05
3. Guardastelle – 4:05
4. Le donne d'autunno – 4:44
5. Agisce – 3:20
6. Preludio – 1:01
7. Moti lunari – 3:36
8. L'elenco delle cose – 3:40
9. Il regista – 2:56
10. Fare e disfare – 3:41
11. Nottambula – 5:53

## Formazione
- Bungaro – voce, chitarra
- Michele Ascolese – chitarra
- Cristiano Micalizzi – batteria
- Lorenzo Feliciati – basso
- Aidan Zammit – pianoforte, programmazione, direzione d'orchestra, fisarmonica
- Fabio Ciccarelli – fisarmonica
- Agostino Marangolo – batteria
- Francesco Puglisi – contrabbasso
- Lisa Green – violino
- Pasquale Filasto - violoncello
- Ugo Iervolino – violoncello
- Aldo Bassi – tromba